# Средня вас при Полховем Градцу
Средня вас при Полховем Градцу (на словенски: Srednja vas pri Polhovem Gradcu) е село в Словения, Средна Словения, община Доброва-Полхов Градец. Според Националната статистическа служба на Република Словения през 2002 г. селото има 161 жители.